# تپه کلشی
تپه کلشی مربوط به دوره اشکانیان - دوره ساسانیان است و در شهرستان رودبار، روستای رشی واقع شده و این اثر در تاریخ ۱ مرداد ۱۳۴۷ با شمارهٔ ثبت ۴۲۳ به‌عنوان یکی از آثار ملی ایران به ثبت رسیده است.